# 北赤羽駅

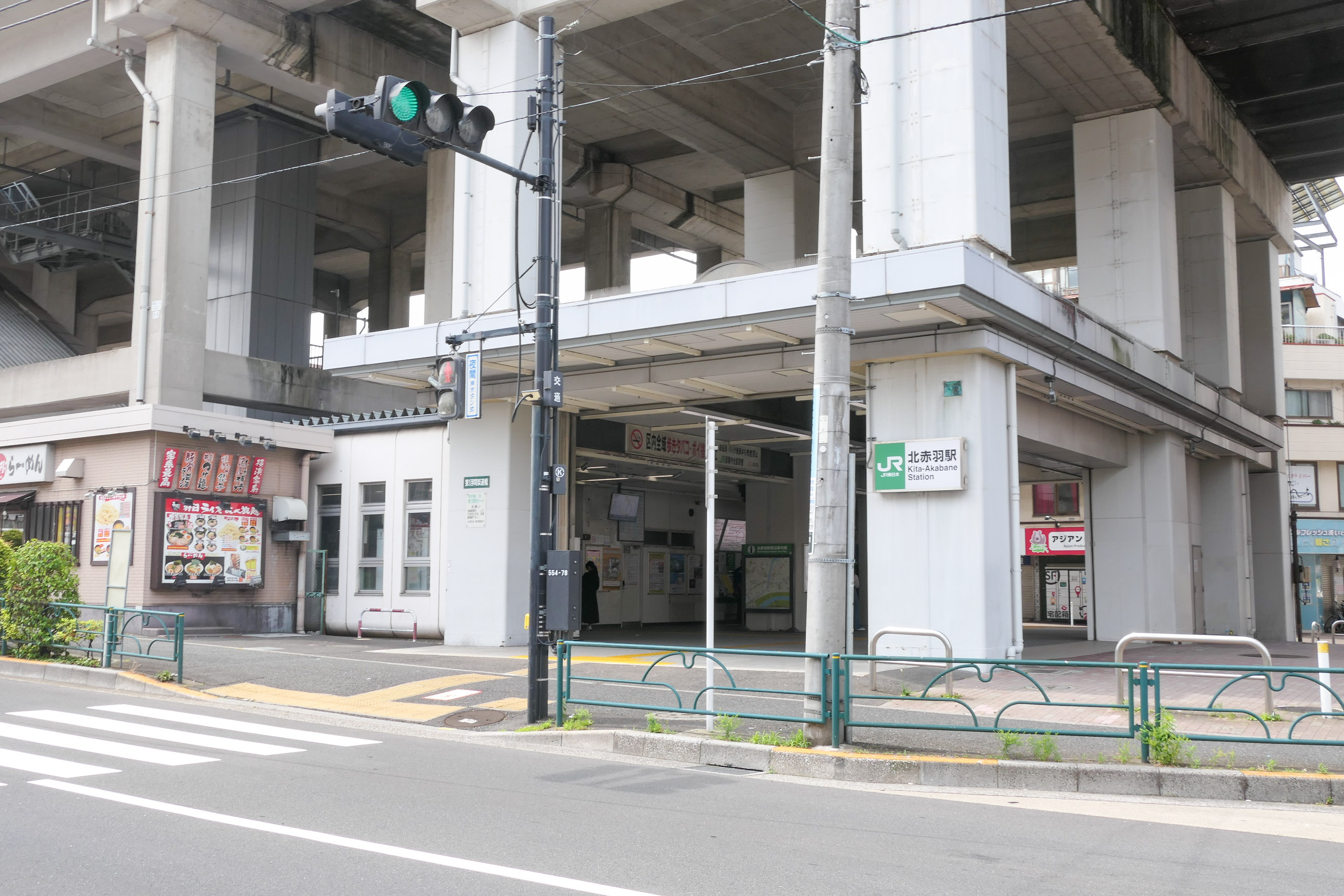
浮間口（2025年5月）

北赤羽駅（きたあかばねえき）は、東京都北区赤羽北二丁目にある、東日本旅客鉄道（JR東日本）の駅である。駅番号はJA 16。一部は浮間三丁目にまたがる。
乗り入れている路線は、線路名称上は東北本線（支線）であるが、運転系統上は埼京線として案内される。

## 歴史
- 1979年（昭和54年）3月27日：国鉄が駅設置を決定[4]。
- 1985年（昭和60年）9月30日：国鉄の駅として開業する[1]。
- 1987年（昭和62年）4月1日：国鉄分割民営化に伴い、東日本旅客鉄道（JR東日本）の駅となる[5]。
- 2001年（平成13年）11月18日：ICカード「Suica」の利用が可能となる[6]。

## 駅構造
島式ホーム1面2線を有する高架駅である。ホームは新河岸川上、浮間橋のすぐ隣（南側）にかかっている。改札口は川を挟んで上り赤羽方に「赤羽口」と下り大宮方に「浮間口」の2か所ある。エレベーターとエスカレーター、およびトイレは赤羽口・浮間口ともに設置されている。なお、浮間口にはお客さまサポートコールシステムが導入されており、終日インターホンによる案内となる。
JR東日本ステーションサービスが駅業務を受託する業務委託駅である。自動券売機、多機能券売機、指定席券売機（赤羽口のみ）が設置されている。当駅は首都圏本部に所属している。
JRの特定都区市内制度における「東京都区内」に属する。埼京線は厳密には東北本線の一部であるのでキロポストは東京駅起点のものが設置されている（東北本線東京起点で14.7 km）。

### のりば
| 番線 | 路線   | 方向 | 行先                                     |
| ---- | ------ | ---- | ---------------------------------------- |
| 1    | 埼京線 | 南行 | 池袋・新宿・大崎・りんかい線・相鉄線方面 |
| 1    | 埼京線 | 上り | 池袋・新宿・大崎・りんかい線・相鉄線方面 |
| 2    | 埼京線 | 北行 | 武蔵浦和・大宮・川越方面                 |
| 2    | 埼京線 | 下り | 武蔵浦和・大宮・川越方面                 |

### ステーションカラー
1985年（昭和60年）9月30日開業の埼京線の各駅（北赤羽 - 北与野間）には駅ごとに色が付けられ、民営化後も引き継がれている。当駅のカラーは藤紫色（■）である。

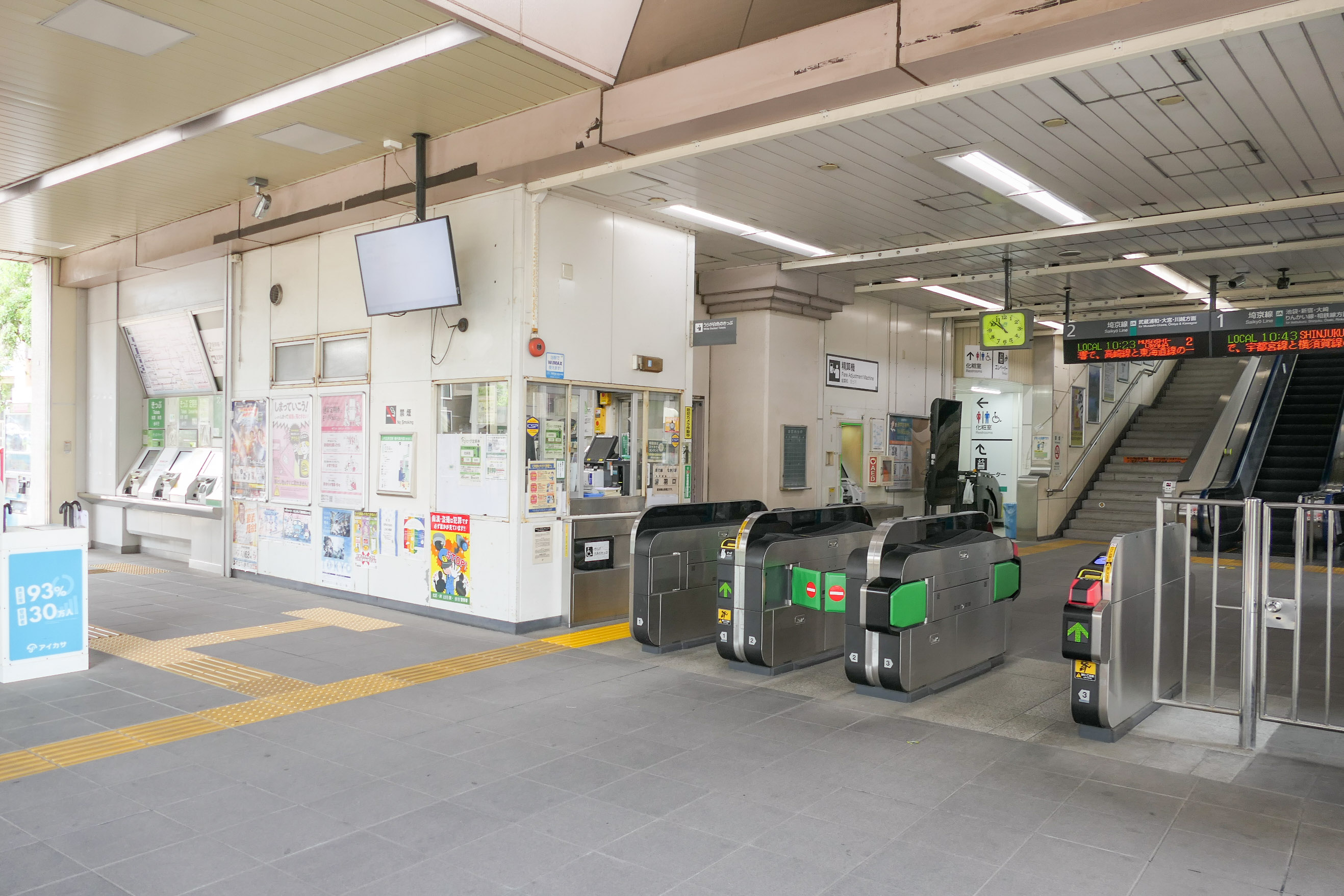
赤羽口改札（2025年5月）
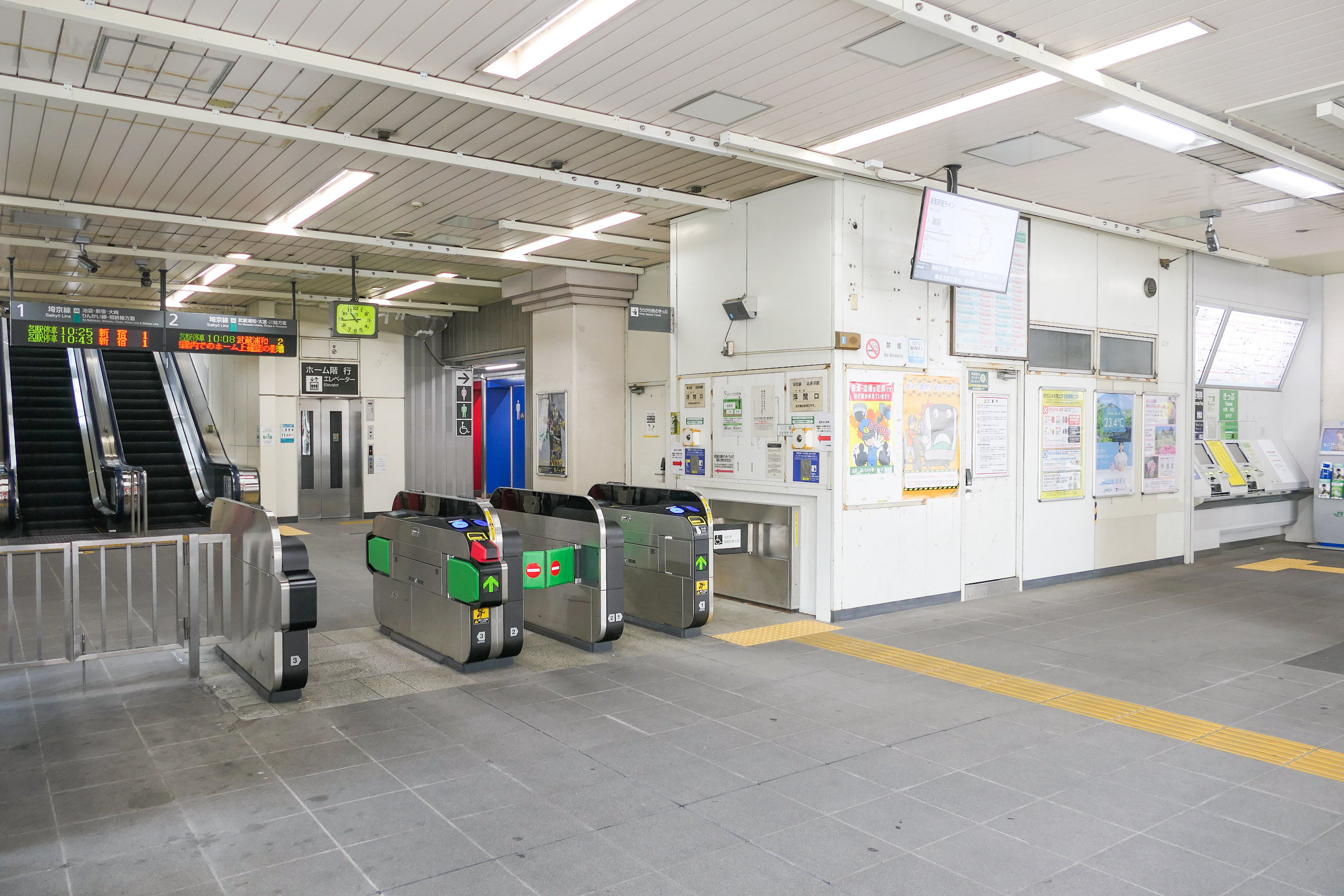
浮間口改札（2025年5月）
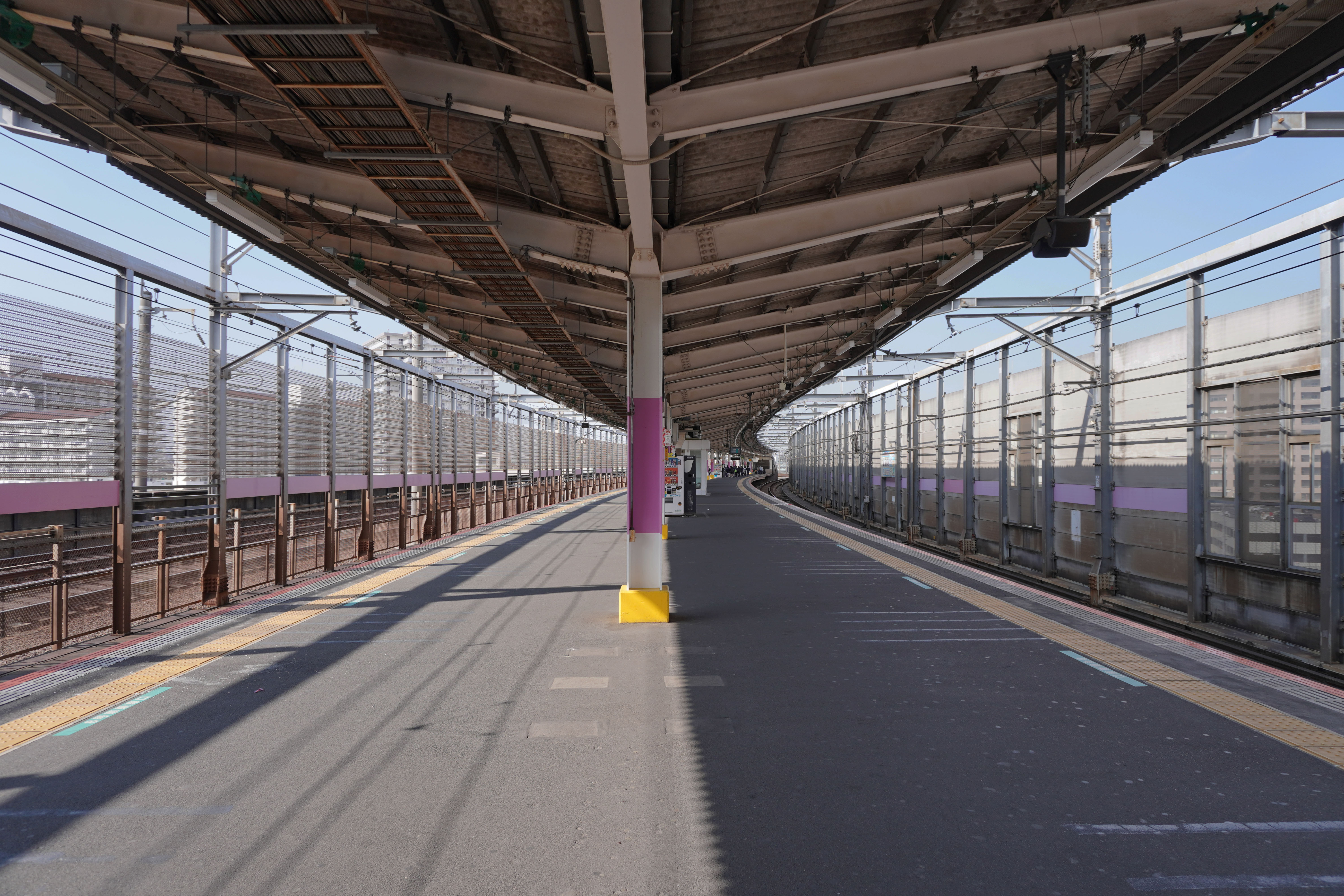
ホーム（2023年2月）

## 利用状況
2023年度（令和5年度）の1日平均乗車人員は17,954人である。埼京線の各駅停車のみ止まる駅では最も利用者数が少ない。
開業後の推移は以下のとおりである。
| 1日平均乗車人員推移 | 1日平均乗車人員推移 | 1日平均乗車人員推移 | 1日平均乗車人員推移 | 1日平均乗車人員推移 | 1日平均乗車人員推移 |
| 年度                | 定期外              | 定期                | 合計                | 出典                | 出典                |
| 年度                | 定期外              | 定期                | 合計                | JR                  | 東京都              |
| ------------------- | ------------------- | ------------------- | ------------------- | ------------------- | ------------------- |
| 1985年（昭和60年）  |                     |                     | 7,005               |                     | [ 都 1 ]            |
| 1986年（昭和61年）  |                     |                     | 10,786              |                     | [ 都 2 ]            |
| 1987年（昭和62年）  |                     |                     | 12,497              |                     | [ 都 3 ]            |
| 1988年（昭和63年）  |                     |                     | 13,923              |                     | [ 都 4 ]            |
| 1989年（平成元年）  |                     |                     | 15,403              |                     | [ 都 5 ]            |
| 1990年（平成02年）  |                     |                     | 16,871              |                     | [ 都 6 ]            |
| 1991年（平成03年）  |                     |                     | 17,612              |                     | [ 都 7 ]            |
| 1992年（平成04年）  |                     |                     | 17,422              |                     | [ 都 8 ]            |
| 1993年（平成05年）  |                     |                     | 16,948              |                     | [ 都 9 ]            |
| 1994年（平成06年）  |                     |                     | 19,055              |                     | [ 都 10 ]           |
| 1995年（平成07年）  |                     |                     | 18,973              |                     | [ 都 11 ]           |
| 1996年（平成08年）  |                     |                     | 18,992              |                     | [ 都 12 ]           |
| 1997年（平成09年）  |                     |                     | 18,274              |                     | [ 都 13 ]           |
| 1998年（平成10年）  |                     |                     | 17,745              |                     | [ 都 14 ]           |
| 1999年（平成11年）  |                     |                     | 16,951              |                     | [ 都 15 ]           |
| 2000年（平成12年）  |                     |                     | 15,636              | [ JR 2 ]            | [ 都 16 ]           |
| 2001年（平成13年）  |                     |                     | 15,680              | [ JR 3 ]            | [ 都 17 ]           |
| 2002年（平成14年）  |                     |                     | 15,899              | [ JR 4 ]            | [ 都 18 ]           |
| 2003年（平成15年）  |                     |                     | 16,479              | [ JR 5 ]            | [ 都 19 ]           |
| 2004年（平成16年）  |                     |                     | 16,531              | [ JR 6 ]            | [ 都 20 ]           |
| 2005年（平成17年）  |                     |                     | 16,819              | [ JR 7 ]            | [ 都 21 ]           |
| 2006年（平成18年）  |                     |                     | 16,959              | [ JR 8 ]            | [ 都 22 ]           |
| 2007年（平成19年）  |                     |                     | 17,411              | [ JR 9 ]            | [ 都 23 ]           |
| 2008年（平成20年）  |                     |                     | 17,549              | [ JR 10 ]           | [ 都 24 ]           |
| 2009年（平成21年）  |                     |                     | 17,578              | [ JR 11 ]           | [ 都 25 ]           |
| 2010年（平成22年）  |                     |                     | 17,494              | [ JR 12 ]           | [ 都 26 ]           |
| 2011年（平成23年）  |                     |                     | 17,295              | [ JR 13 ]           | [ 都 27 ]           |
| 2012年（平成24年）  | 5,143               | 12,124              | 17,267              | [ JR 14 ]           | [ 都 28 ]           |
| 2013年（平成25年）  | 5,276               | 12,280              | 17,557              | [ JR 15 ]           | [ 都 29 ]           |
| 2014年（平成26年）  | 5,274               | 12,232              | 17,506              | [ JR 16 ]           | [ 都 30 ]           |
| 2015年（平成27年）  | 5,485               | 12,613              | 18,098              | [ JR 17 ]           | [ 都 31 ]           |
| 2016年（平成28年）  | 5,700               | 13,148              | 18,849              | [ JR 18 ]           | [ 都 32 ]           |
| 2017年（平成29年）  | 5,755               | 13,405              | 19,161              | [ JR 19 ]           | [ 都 33 ]           |
| 2018年（平成30年）  | 5,685               | 13,360              | 19,046              | [ JR 20 ]           | [ 都 34 ]           |
| 2019年（令和元年）  | 5,575               | 13,503              | 19,078              | [ JR 21 ]           | [ 都 35 ]           |
| 2020年（令和02年）  | 4,474               | 10,542              | 15,017              | [ JR 22 ]           | [ 都 36 ]           |
| 2021年（令和03年）  | 5,162               | 10,693              | 15,856              | [ JR 23 ]           | [ 都 37 ]           |
| 2022年（令和04年）  | 5,767               | 11,323              | 17,091              | [ JR 24 ]           | [ 都 38 ]           |
| 2023年（令和05年）  | 6,140               | 11,813              | 17,954              | [ JR 1 ]            |                     |

備考
1. ↑  1985年（昭和60年）9月30日開業。開業日から翌年3月31日までの計183日間を集計したデータ。

## 駅周辺
駅周辺は主に住宅地となっており、10階建て以上のマンションが駅を囲むような形で複数建設されている。当駅に近い荒川や新河岸川周辺には、古くからの町工場や中規模工場などもある。
赤羽口側はすぐ近くを環状八号線が通っており、ロータリーで接続している。ロータリーにバス停はなく、タクシー乗り場と身体障害者向け乗降場所がある。浮間口側は都道447号に沿う形で設置されているが、駅前にロータリーはなく、商業施設や住宅施設が隣接している。
交通機関・河川
- 東京都道311号環状八号線（環八通り）
- 東京都道447号赤羽西台線

赤羽桜並木通り
- 東京水辺ライン（水上バス）小豆沢発着場
- 荒川
- 新河岸川

教育機関
- 東京都立桐ケ丘高等学校
- 北区立袋小学校
- 北区立浮間小学校
- 北区立ふくろ幼稚園

公共機関
- 赤羽警察署赤羽北交番（赤羽口）
- 北区立赤羽北図書館
- 赤羽北二郵便局

医療機関
- 東京北医療センター
- 浮間中央病院

商業施設
- ライフ北赤羽店・アクトピア北赤羽店（浮間口・赤羽口にそれぞれ店舗あり）
- オーケー北赤羽店
- 島忠ホームズ北赤羽店

住宅施設
- トミンタワー浮間三丁目
- アクトピア

## バス路線
当駅に接続するバスは、国際興業バスと日立自動車交通が運行している。
赤羽口・浮間口それぞれにバス停があり、赤羽口が北赤羽駅入口、浮間口が北赤羽駅浮間口となっている。なお、両停留所共に、実際にはのりば案内が存在しないが、公式ホームページでは下記の通りになっている。
| のりば         | 運行事業者     | 系統・行先                                                                               | 備考                                               |
| 北赤羽駅入口   | 北赤羽駅入口   | 北赤羽駅入口                                                                             | 北赤羽駅入口                                       |
| -------------- | -------------- | ---------------------------------------------------------------------------------------- | -------------------------------------------------- |
| 1              | 国際興業バス   | - 赤01：練馬駅 - 赤02：成増駅北口 - 赤83：志村三丁目駅 - 赤85：平和台駅                  |                                                    |
| 2              | 国際興業バス   | - 赤01・赤01-2・赤02・赤83・赤84・赤85：赤羽駅西口 - 赤71：浮間舟渡駅 - 赤72：戸田公園駅 | 「赤71」「赤72」ともに深夜バス。「赤72」は降車専用 |
| 北赤羽駅浮間口 |                |                                                                                          |                                                    |
| -              | 国際興業バス   | - 赤71：浮間舟渡駅 - 赤72：戸田公園駅                                                    | 両系統ともに深夜バス。「赤72」は降車専用           |
| -              | 日立自動車交通 | Kバス 浮間ルート：浮間舟渡駅方面 / 赤羽駅                                                |                                                    |

## 隣の駅
東日本旅客鉄道（JR東日本）
 埼京線
■通勤快速・■快速
通過
■各駅停車
赤羽駅 (JA 15) - 北赤羽駅 (JA 16) - 浮間舟渡駅 (JA 17)

### 記事本文
1. 1 2  「埼京線スタート 池袋－大宮」『読売新聞』読売新聞社、1985年9月30日、1 夕刊。
2. 1 2  事業エリアマップ - JR東日本ステーションサービス.2021年12月17日閲覧
3. 1 2 3 4 5  “駅の情報（北赤羽駅）：JR東日本”.   東日本旅客鉄道. 2023年9月11日時点のオリジナルよりアーカイブ。2023年9月11日閲覧。
4. ↑  「赤羽－戸田橋間に二駅 「通勤新線」の新駅 国鉄が方針」『毎日新聞』毎日新聞社、1979年3月28日、21面。
5. ↑  石野哲（編）『停車場変遷大事典 国鉄・JR編 Ⅱ』（初版）JTB、1998年10月1日、422頁。ISBN 978-4-533-02980-6。
6. ↑  “Suicaご利用可能エリアマップ（2001年11月18日当初）” (PDF).   東日本旅客鉄道. 2019年7月27日時点のオリジナルよりアーカイブ。2020年4月23日閲覧。
7. 1 2  “JR東日本：駅構内図・バリアフリー情報（北赤羽駅）”.   東日本旅客鉄道. 2024年11月27日閲覧。
8. ↑  “北赤羽駅入口 のりば地図 | 国際興業バス”. transfer.navitime.biz. 2019年4月4日閲覧。

### 利用状況
JR東日本
1. 1 2  “各駅の乗車人員（2023年度）”.   東日本旅客鉄道. 2024年11月27日閲覧。
2. ↑  “各駅の乗車人員（2000年度）”.   東日本旅客鉄道. 2024年11月27日閲覧。
3. ↑  “各駅の乗車人員（2001年度）”.   東日本旅客鉄道. 2024年11月27日閲覧。
4. ↑  “各駅の乗車人員（2002年度）”.   東日本旅客鉄道. 2024年11月27日閲覧。
5. ↑  “各駅の乗車人員（2003年度）”.   東日本旅客鉄道. 2024年11月27日閲覧。
6. ↑  “各駅の乗車人員（2004年度）”.   東日本旅客鉄道. 2024年11月27日閲覧。
7. ↑  “各駅の乗車人員（2005年度）”.   東日本旅客鉄道. 2024年11月27日閲覧。
8. ↑  “各駅の乗車人員（2006年度）”.   東日本旅客鉄道. 2024年11月27日閲覧。
9. ↑  “各駅の乗車人員（2007年度）”.   東日本旅客鉄道. 2024年11月27日閲覧。
10. ↑  “各駅の乗車人員（2008年度）”.   東日本旅客鉄道. 2024年11月27日閲覧。
11. ↑  “各駅の乗車人員（2009年度）”.   東日本旅客鉄道. 2024年11月27日閲覧。
12. ↑  “各駅の乗車人員（2010年度）”.   東日本旅客鉄道. 2024年11月27日閲覧。
13. ↑  “各駅の乗車人員（2011年度）”.   東日本旅客鉄道. 2024年11月27日閲覧。
14. ↑  “各駅の乗車人員（2012年度）”.   東日本旅客鉄道. 2024年11月27日閲覧。
15. ↑  “各駅の乗車人員（2013年度）”.   東日本旅客鉄道. 2024年11月27日閲覧。
16. ↑  “各駅の乗車人員（2014年度）”.   東日本旅客鉄道. 2024年11月27日閲覧。
17. ↑  “各駅の乗車人員（2015年度）”.   東日本旅客鉄道. 2024年11月27日閲覧。
18. ↑  “各駅の乗車人員（2016年度）”.   東日本旅客鉄道. 2024年11月27日閲覧。
19. ↑  “各駅の乗車人員（2017年度）”.   東日本旅客鉄道. 2024年11月27日閲覧。
20. ↑  “各駅の乗車人員（2018年度）”.   東日本旅客鉄道. 2024年11月27日閲覧。
21. ↑  “各駅の乗車人員（2019年度）”.   東日本旅客鉄道. 2024年11月27日閲覧。
22. ↑  “各駅の乗車人員（2020年度）”.   東日本旅客鉄道. 2024年11月27日閲覧。
23. ↑  “各駅の乗車人員（2021年度）”.   東日本旅客鉄道. 2024年11月27日閲覧。
24. ↑  “各駅の乗車人員（2022年度）”.   東日本旅客鉄道. 2024年11月27日閲覧。

東京都統計年鑑
1. ↑  “東京都統計年鑑 昭和60年 94～102表 運輸及び通信” (PDF). 東京都統計データアーカイブ.   東京都. 2024年11月27日閲覧。 ※東京都統計データアーカイブより、調査名と対象年を手動選択。
2. ↑  “東京都統計年鑑 昭和61年 106～114表 運輸及び通信” (PDF). 東京都統計データアーカイブ.   東京都. 2024年11月27日閲覧。 ※東京都統計データアーカイブより、調査名と対象年を手動選択。
3. ↑  “東京都統計年鑑 昭和62年 102～109表 運輸及び通信” (PDF). 東京都統計データアーカイブ.   東京都. 2024年11月27日閲覧。 ※東京都統計データアーカイブより、調査名と対象年を手動選択。
4. ↑  “東京都統計年鑑 昭和63年 100～108表 運輸及び通信” (PDF). 東京都統計データアーカイブ.   東京都. 2024年11月27日閲覧。 ※東京都統計データアーカイブより、調査名と対象年を手動選択。
5. ↑  “東京都統計年鑑 平成元年 99～107表 運輸及び通信” (PDF). 東京都統計データアーカイブ.   東京都. 2024年11月27日閲覧。 ※東京都統計データアーカイブより、調査名と対象年を手動選択。
6. ↑  “東京都統計年鑑 平成2年 95～103表 運輸及び通信” (PDF). 東京都統計データアーカイブ.   東京都. 2024年11月27日閲覧。 ※東京都統計データアーカイブより、調査名と対象年を手動選択。
7. ↑  “東京都統計年鑑 平成3年 102～110表 運輸及び通信” (PDF). 東京都統計データアーカイブ.   東京都. 2024年11月27日閲覧。 ※東京都統計データアーカイブより、調査名と対象年を手動選択。
8. ↑  “東京都統計年鑑 平成4年 94～126表 運輸及び通信” (PDF). 東京都統計データアーカイブ.   東京都. 2024年11月27日閲覧。 ※東京都統計データアーカイブより、調査名と対象年を手動選択。
9. ↑  “東京都統計年鑑 平成5年 94～126表 運輸及び通信” (PDF). 東京都統計データアーカイブ.   東京都. 2024年11月27日閲覧。 ※東京都統計データアーカイブより、調査名と対象年を手動選択。
10. ↑  “東京都統計年鑑 平成6年 97～129表 運輸及び通信” (PDF). 東京都統計データアーカイブ.   東京都. 2024年11月27日閲覧。 ※東京都統計データアーカイブより、調査名と対象年を手動選択。
11. ↑  “東京都統計年鑑 平成7年 107～138表 運輸及び通信” (PDF). 東京都統計データアーカイブ.   東京都. 2024年11月27日閲覧。 ※東京都統計データアーカイブより、調査名と対象年を手動選択。
12. ↑  “東京都統計年鑑 平成8年 107～138表 運輸及び通信” (PDF). 東京都統計データアーカイブ.   東京都. 2024年11月27日閲覧。 ※東京都統計データアーカイブより、調査名と対象年を手動選択。
13. ↑  “東京都統計年鑑 平成9年 114 JRの駅別乗車人員” (xls). 東京都統計データアーカイブ.   東京都. 2024年11月27日閲覧。 ※東京都統計データアーカイブより、調査名と対象年を手動選択。
14. ↑  “東京都統計年鑑 平成10年 107～138表 運輸及び通信” (PDF). 東京都統計データアーカイブ.   東京都. 2024年11月27日閲覧。 ※東京都統計データアーカイブより、調査名と対象年を手動選択。
15. ↑  “東京都統計年鑑 平成11年 107～138表 運輸及び通信” (PDF). 東京都統計データアーカイブ.   東京都. 2024年11月27日閲覧。 ※東京都統計データアーカイブより、調査名と対象年を手動選択。
16. ↑  “113 JRの駅別乗車人員（平成8～12年度）” (xls). 東京都統計年鑑 平成12年.   東京都. 2024年11月27日閲覧。
17. ↑  “113 JRの駅別乗車人員” (xls). 東京都統計年鑑 平成13年.   東京都. 2024年11月27日閲覧。
18. ↑  “113 JRの駅別乗車人員” (xls). 東京都統計年鑑 平成14年.   東京都. 2024年11月27日閲覧。
19. ↑  “113 JRの駅別乗車人員” (xls). 東京都統計年鑑 平成15年.   東京都. 2024年11月27日閲覧。
20. ↑  “113 JRの駅別乗車人員” (xls). 東京都統計年鑑 平成16年.   東京都. 2024年11月27日閲覧。
21. ↑  “115 JRの駅別乗車人員” (xls). 東京都統計年鑑 平成17年.   東京都. 2024年11月27日閲覧。
22. ↑  “9-8 JRの駅別乗車人員” (xls). 東京都統計年鑑 平成18年.   東京都. 2024年11月27日閲覧。
23. ↑  “9-8 JRの駅別乗車人員” (xls). 東京都統計年鑑 平成19年.   東京都. 2024年11月27日閲覧。
24. ↑  “9-8 JRの駅別乗車人員” (xls). 東京都統計年鑑 平成20年.   東京都. 2024年11月27日閲覧。
25. ↑  “4-8 JRの駅別乗車人員” (xls). 東京都統計年鑑 平成21年.   東京都. 2024年11月27日閲覧。
26. ↑  “4-8 JRの駅別乗車人員” (xls). 東京都統計年鑑 平成22年.   東京都. 2024年11月27日閲覧。
27. ↑  “4-8 JRの駅別乗車人員” (xls). 東京都統計年鑑 平成23年.   東京都. 2024年11月27日閲覧。
28. ↑  “4-8 JRの駅別乗車人員” (xls). 東京都統計年鑑 平成24年.   東京都. 2024年11月27日閲覧。
29. ↑  “4-8 JRの駅別乗車人員” (xls). 東京都統計年鑑 平成25年.   東京都. 2024年11月27日閲覧。
30. ↑  “4-8 JRの駅別乗車人員” (xls). 東京都統計年鑑 平成26年.   東京都. 2024年11月27日閲覧。
31. ↑  “4-8 JRの駅別乗車人員” (xls). 東京都統計年鑑 平成27年.   東京都. 2024年11月27日閲覧。
32. ↑  “4-8 JRの駅別乗車人員” (xls). 東京都統計年鑑 平成28年.   東京都. 2024年11月27日閲覧。
33. ↑  “4-8 JRの駅別乗車人員” (xls). 東京都統計年鑑 平成29年.   東京都. 2024年11月27日閲覧。
34. ↑  “4-8 JRの駅別乗車人員” (xls). 東京都統計年鑑 平成30年.   東京都. 2024年11月27日閲覧。
35. ↑  “4-8 JRの駅別乗車人員” (xls). 東京都統計年鑑 平成31年・令和元年.   東京都. 2024年11月27日閲覧。
36. ↑  “4-8 JRの駅別乗車人員” (xls). 東京都統計年鑑 令和2年.   東京都. 2024年11月27日閲覧。
37. ↑  “4-8 JRの駅別乗車人員” (xls). 東京都統計年鑑 令和3年.   東京都. 2024年11月27日閲覧。
38. ↑  “4-8 JRの駅別乗車人員” (xls). 東京都統計年鑑 令和4年.   東京都. 2024年11月27日閲覧。